# Ås, Slädaviken och Bullås
Ås, Slädaviken och Bullås är sedan 2018 en av SCB avgränsad och namnsatt tätort i Sundsvalls kommun på Alnön. Före 2018 var den klassad som en småort namnsatt till Slädaviken och Åssjön. Den omfattar bebyggelse i Slädaviken och Åssjön. Vid orten ligger havsbadet Slädaviken.

## Befolkningsutveckling
| Befolkningsutvecklingen i Slädaviken och Åssjön/Ås, Slädaviken och Bullås 2005–2020 | Befolkningsutvecklingen i Slädaviken och Åssjön/Ås, Slädaviken och Bullås 2005–2020 | Befolkningsutvecklingen i Slädaviken och Åssjön/Ås, Slädaviken och Bullås 2005–2020 | Befolkningsutvecklingen i Slädaviken och Åssjön/Ås, Slädaviken och Bullås 2005–2020 | Befolkningsutvecklingen i Slädaviken och Åssjön/Ås, Slädaviken och Bullås 2005–2020 |
| ----------------------------------------------------------------------------------- | ----------------------------------------------------------------------------------- | ----------------------------------------------------------------------------------- | ----------------------------------------------------------------------------------- | ----------------------------------------------------------------------------------- |
|                                                                                     |                                                                                     |                                                                                     |                                                                                     |                                                                                     |
| År                                                                                  |                                                                                     |                                                                                     | Folkmängd                                                                           | Areal (ha)                                                                          |
| 2005                                                                                | 2005                                                                                |                                                                                     | 92                                                                                  | 70#                                                                                 |
| 2010                                                                                | 2010                                                                                |                                                                                     | 110                                                                                 | 70#                                                                                 |
| 2015                                                                                | 2015                                                                                |                                                                                     | 174                                                                                 | 107#                                                                                |
| 2020                                                                                | 2020                                                                                |                                                                                     | 231                                                                                 | 109                                                                                 |
| Anm.: # Som småort.                                                                 |                                                                                     |                                                                                     |                                                                                     |                                                                                     |